# Jalingo
Jalingo es una ciudad en el noreste de Nigeria. Es la ciudad capital de estado de Taraba y tiene una población estimada de 118.000.